# Frank Castañeda
Frank Castañeda   (Cali, 17 de juliol de 1994), de naixement Frank Andersson Castañeda Vélez, és un futbolista colombià que juga com a davanter al FC Sheriff Tiraspol.

## Carrera del club

### FK Senica
Castañeda va debutar en la lliga professional Fortuna amb el Senica contra el Železiarne Podbrezová el 3 de març del 2018, en una victòria per 1:0 a casa.

### Sheriff Tiraspol
El 30 de desembre de 2019, el Sheriff Tiraspol va anunciar que tenia un acord per fitxar Castañeda, i que l'acord es va completar el 20 de gener de 2020.

## Estadístiques

### Club
A partit jugat el 25 de setembre 2021
| Club             | Temporada     | Lliga               | Lliga   | Lliga | Copa Nacional | Copa Nacional | Continental | Continental | Altres  | Altres | Total   | Total |
| Club             | Temporada     | Divisió             | Partits | Gols  | Partits       | Gols          | Partits     | Gols        | Partits | Gols   | Partits | Gols  |
| ---------------- | ------------- | ------------------- | ------- | ----- | ------------- | ------------- | ----------- | ----------- | ------- | ------ | ------- | ----- |
| Orsomarso        | 2016          | Categoría Primera B | 29      | 4     | 1             | 0             | —           | —           | —       | —      | 30      | 4     |
| Orsomarso        | 2017          | Categoría Primera B | 13      | 0     | 3             | 0             | —           | —           | —       | —      | 16      | 0     |
| Orsomarso        | 2018          | Categoría Primera B | 0       | 0     | 0             | 0             | —           | —           | —       | —      | 0       | 0     |
| Orsomarso        | Total         | Total               | 42      | 4     | 4             | 0             | -           | -           | -       | -      | 46      | 4     |
| Senica (cedit)   | 2017–18       | Slovak Super Liga   | 7       | 5     | 0             | 0             | —           | —           | 2       | 0      | 9       | 5     |
| Senica           | 2018–19       | Slovak Super Liga   | 30      | 5     | 6             | 6             | —           | —           | —       | —      | 36      | 11    |
| Senica           | 2019–20       | Slovak Super Liga   | 17      | 8     | 2             | 0             | —           | —           | —       | —      | 19      | 8     |
| Senica           | Total         | Total               | 47      | 13    | 8             | 6             | -           | -           | -       | -      | 55      | 19    |
| Sheriff Tiraspol | 2020–21       | Lliga Moldava       | 35      | 28    | 5             | 4             | 3           | 1           | —       | —      | 43      | 33    |
| Sheriff Tiraspol | 2021–22       | Lliga Moldava       | 8       | 3     | 0             | 0             | 8           | 2           | 1       | 0      | 17      | 5     |
| Sheriff Tiraspol | Total         | Total               | 43      | 31    | 5             | 4             | 11          | 3           | 1       | 0      | 60      | 38    |
| Total carrera    | Total carrera | Total carrera       | 139     | 53    | 17            | 10            | 11          | 3           | 3       | 0      | 170     | 66    |